# Гитара-монголоид
«Гитара-монголоид» (швед. Gitarrmongot) — драма 2004 года, рассказывающая о различных людях, живущих в вымышленном городе Jöteborg, очень схожим с Гётеборгом. Несмотря на то, что фильм не является документальным, многие роли исполняют не актёры, а обычные люди, играющие схожих с ними персонажей.

## В ролях
| Актёр                | Роль                |
| -------------------- | ------------------- |
| Erik Rutström        | Erik Rutström       |
| Ola Sandstig         | Ола                 |
| Бритт-Мари Андерссон | невротичная женщина |
| Julia Persdotter     | подруга Оли         |

## Критика
Фильм получил в основном положительные отзывы и рейтинг 3.6 из 5, на основании данных восьми рецензий на веб-агрегаторе Kritiker.se. Carl-Johan Malmberg из Svenska Dagbladet оценил фильм в 5 баллов из 6. Jens Peterson из Aftonbladet был менее позитивным и присвоил фильму 2 балла из 5, назвав его «Чудаками без сердечности, скрытой камерой без юмора». Обозреватель InterMedia Борис Гришин в своей рецензии отмечал, что  «...несмотря на массу забавных эпизодов, в целом фильм кажется утомительно затянутым, хотя длится всего 89 минут».
Фильм получил приз международной ассоциации кинокритиков (ФИПРЕССИ), а также номинировался на Золотого Георгия.

### Скандал с монголами
В 2015 году жители Монголии выступили с требованием о переименовании фильма, потому как, по их мнению, название фильма «Гитара-монголоид» оскорбляет каждого представителя монголоидной расы. Всё дело в том, что в данном контексте оно означает умственно-отсталого человека.